# ۱۴۸۸ (میلادی)
۱۴۸۸ (میلادی) هزار و چهارصد و هشتاد و هشتمین سال تقویم میلادی است.

## رویدادها
- ۱۴۸۸ - کشف دماغه امید نیک، در جنوب آفریقا توسط بارتولومئو دیاس

## زادگان
- ۲۱ آوریل – اولریش فن هوتن، شاعر و نویسنده آلمانی (د. ۱۵۲۳)

## درگذشتگان
- ۱۱ ژوئن - جیمز سوم، پادشاه اسکاتلند